# وحدة التدخل البحرية

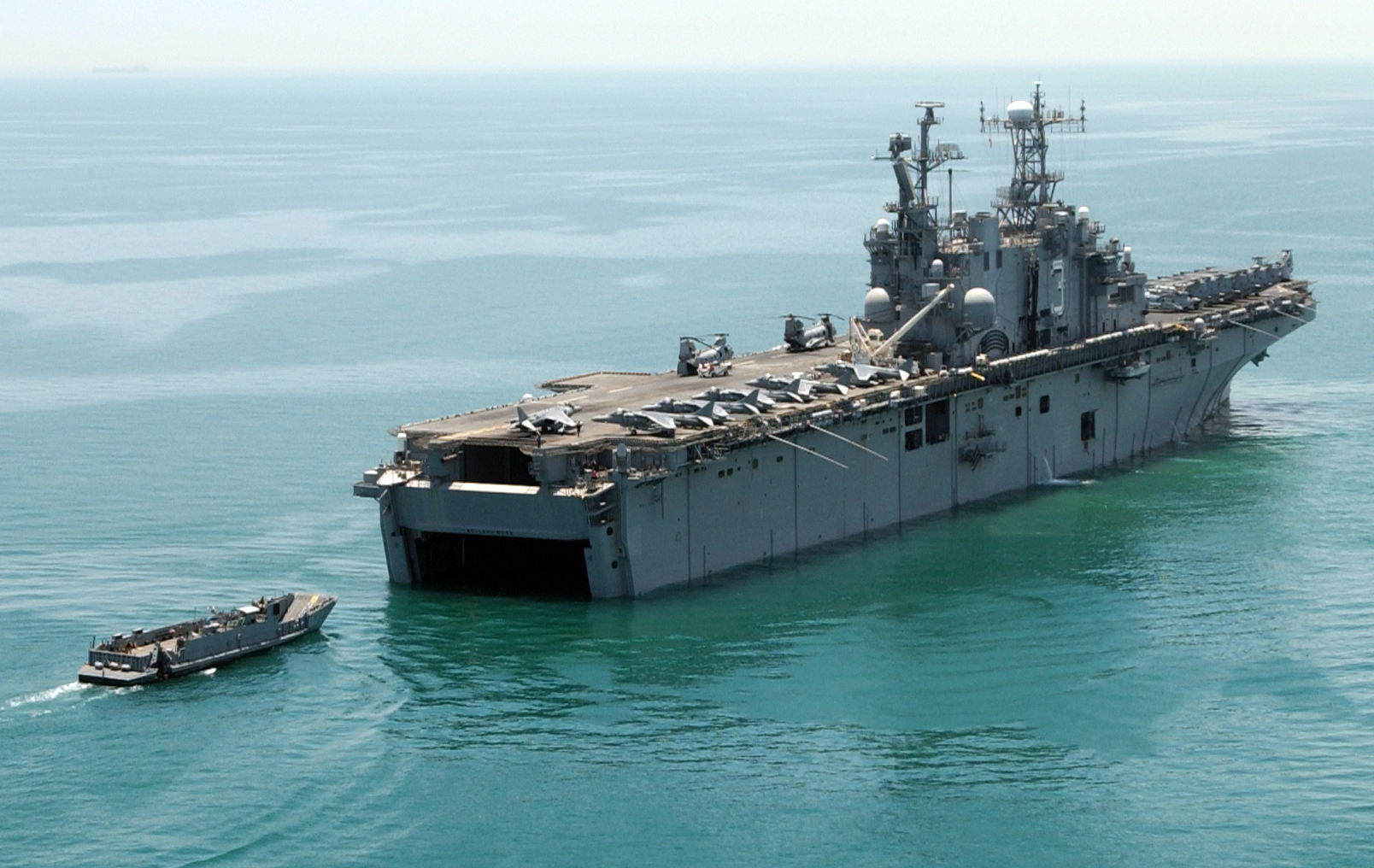
زورق إنزال يعود إلى السفينة الحربية الأمريكية بيلو وود مع أفراد وحدة التدخل البحرية الحادية عشرة.

وحدة تدخل مشاة البحرية (بالإنجليزية: Marine expeditionary unit)‏ هي أصغر قوة مهام جوية برية (MAGTF) في قوة مشاة البحرية التابعة لأسطول الولايات المتحدة .  كل وحدة مشاة بحرية هي قوة تدخل سريع جاهزة للرد على أي أزمة، سواء كانت مساعدة في حالات الكوارث أو مهمة قتالية.  الوحدة البرمائية البحرية ( MAU - Marine amphibious unit ) كان الاسم المستخدم حتى أواخر الثمانينيات.
تتكون وحدة تدخل مشاة البحرية عادة من:
- كتيبة مشاة مُعززة من قوات مشاة البحرية الأمريكية (تسمى كتيبة الإنزال) كعنصر القتال البري.
- سرب مركب من الطائرات متوسطة الحجم التي تشكل عنصر القتال الجوي.
- كتيبة لوجستية قتالية توفر عنصر القتال اللوجستي.
- عنصر قيادة بحجم سرية يعمل كمقر لوحدة المشاة البحرية.

يبلغ عدد قوات وحدة المشاة البحرية حوالي 2,200 فرد (في الأوقات العادية والسلم) و4,400 فرد (في أوقات التعبئة والحرب). عادة ما تكون وحدة المشاة البحرية تحت قيادة عقيد، ويتم نشرها من سفن الهجوم البرمائية. لمزيد من الحماية والدعم الجوي القوي، غالبًا ما يتم نشر مجموعة حاملة طائرات هجومية.

## الخصائص

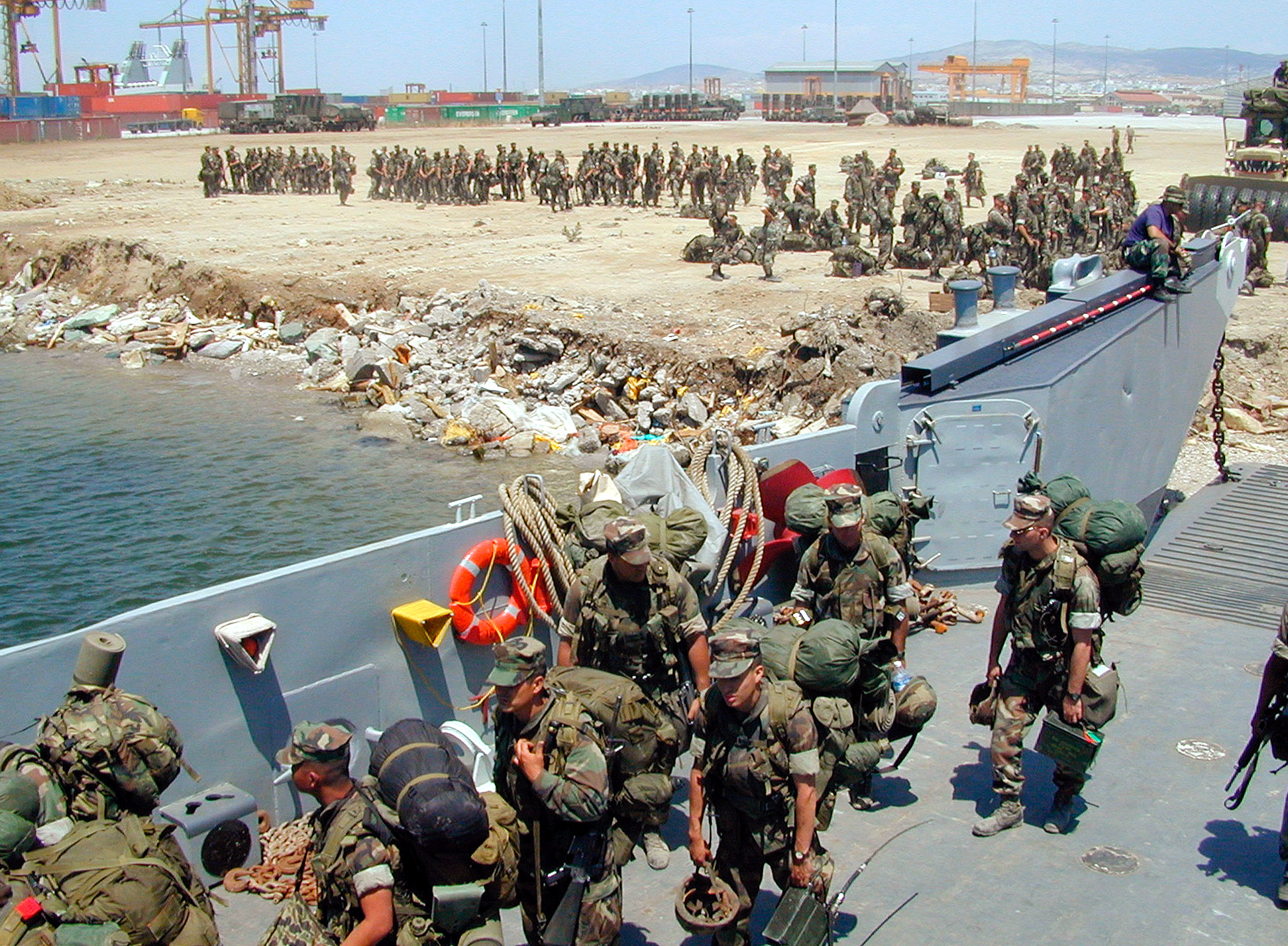
مشاة البحرية يقومون بالتحميل على مركبة إنزال في عام 1999م.

تتميز وحدة المشاة البحرية بأن عناصرها القتالية الجوية والبرية مُدمجة مع عنصر الامداد القتالية تحت قيادة واحدة. لا تُوحد الفروع الأخرى في الجيش الأمريكي قيادة القوات الجوية والبرية إلا في مستويات قيادية أعلى بكثير.
يجمع عنصر القتال البري في وحدة المشاة البحرية بين المدفعية والدروع الخفيفة والدبابات على مستوى أقل بكثير مما كان شائعًا في الجيش في وقت مبكر من الحرب على الإرهاب، مع مفهوم مماثل، القيادة القتالية ، التي تم استخدامها في الحرب العالمية الثانية.

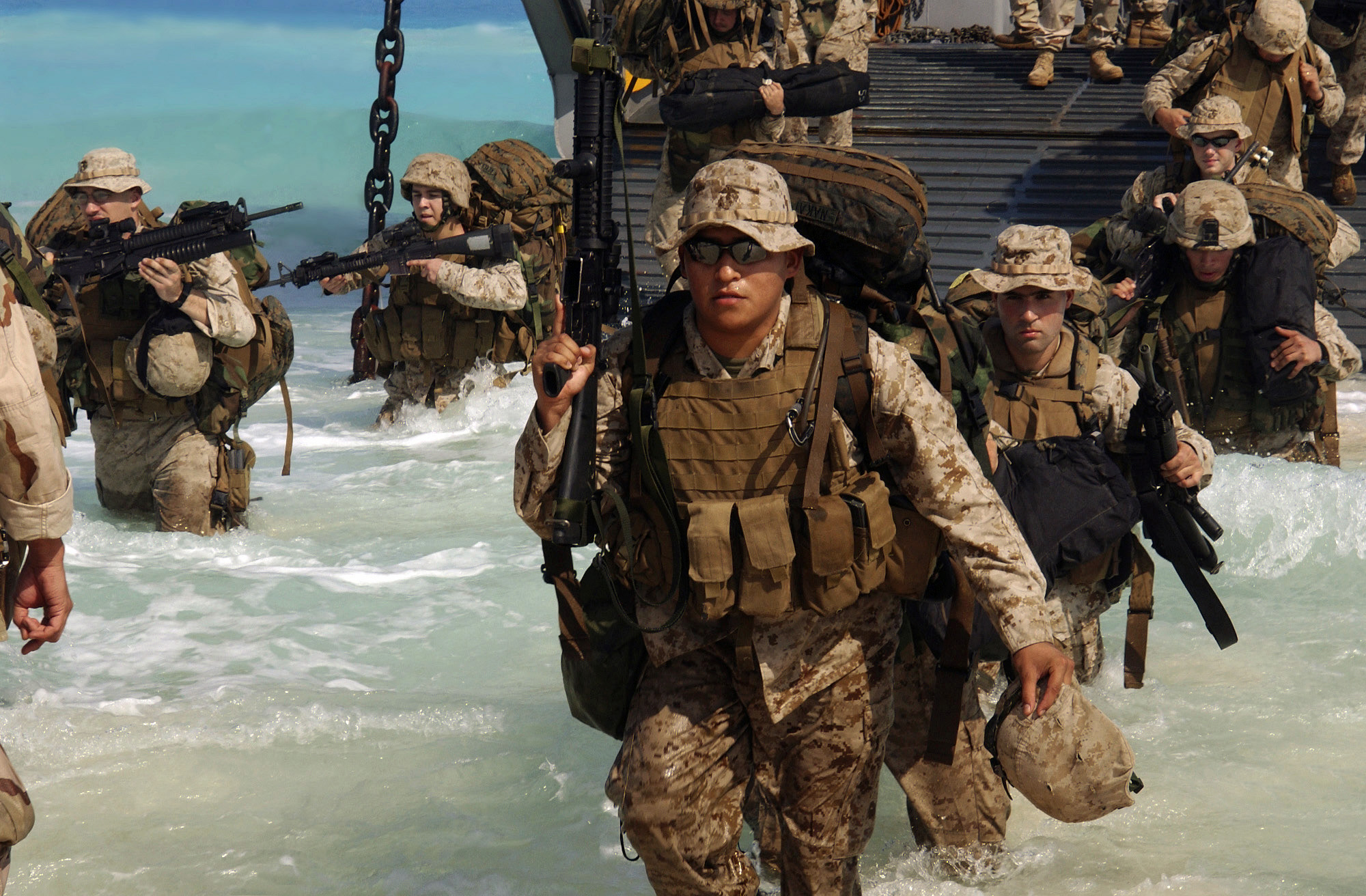
جنود مشاة البحرية من الوحدة البحرية الثالثة عشرة ينزلون للمشاركة في عملية النجم الساطع في مصر.

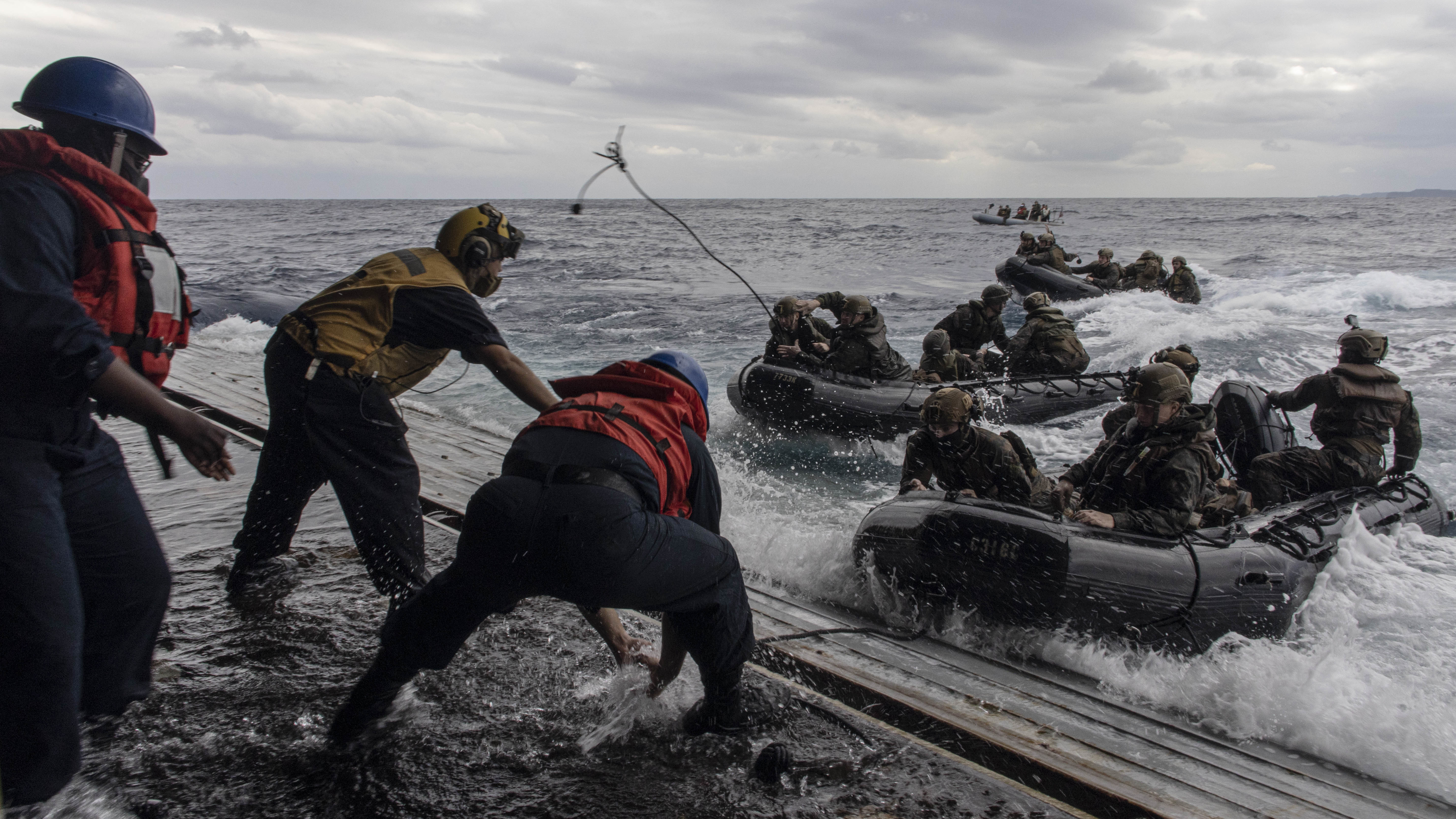
جنود مشاة البحرية من الوحدة البحرية رقم 31 يتدربون من سفينة النقل البرمائية في بحر الفلبين في عام 2022م.